# ويبستر هابل
ويبستر هابل هو محامي وقاضي وسياسي أمريكي، ولد في 18 يناير 1948 في ليتل روك في الولايات المتحدة. نشط حزبياً في الحزب الديمقراطي.

## وصلات خارجية
- الموقع الرسمي